# Martin Nisser
Samuel Martin Nisser (i riksdagen kallad Nisser i Falun), född 28 augusti 1840 i Tyska S:ta Gertruds församling, Stockholm, död 12 november 1913 i Engelbrekts församling, Stockholms stad, var en svensk bruksägare och riksdagsman.

## Biografi
Martin Nisser var son till krigsrådet Samuel Conrad Nisser (1803–1883) och Johanna Wilhelmina Netzel. Han avlade studentexamen vid Uppsala universitet 1858 och inskrevs där höstterminen samma år. Han tog bergsexamen vid Uppsala universitet 1863, och var därefter elev vid Bergsskolan i Falun 1865–1866. Han var föreståndare för och lärare vid Lägre bergsskolan i Falun 1871–1884. Åren 1880–1886 var han revisor i Hofors AB, och därefter ordförande i styrelsen 1886–1892.
Martin Nisser, A.O. Wallenberg och grosshandlaren Anders Gustav Reinhold Alrutz (1839–1889) förvärvade 1883–1884 aktiemajoritet i Klosters AB, varefter Martin Nisser blev disponent och bosatte sig på Stjärnsunds herrgård. Han var ledamot av  Kopparbergs landsting från 1887 och ledamot av första kammaren 1892–1907 för Kopparbergs län och ledamot i bevillningsutskottet 1893–1904. Han var kommendör av Vasaordens andra klass.

### Familj
Nisser gifte sig 8 september 1870 i Falun med Henrika Elisabet (Betty) Gustafva Wettergren (född 1846), dotter till regementsläkaren Carl Wettergren vid Dalregementet och Henrika Amanda Örn. De fick tillsammans barnen bruksägaren Karl Martin Samuel Nisser (1872–1930) vid Klosters AB 1905–1908, Elsbeth Funch (född 1873) som var gift med civilingenjören Harald Funch, Elin Rosa Martina Nisser (född 1875) som var gift med direktören Arvid Gustaf Mikael Hernmarck, forstkandidaten Karl William Nisser, Ellena Augusta Maria Nisser (född 1885) och Sara Margareta Nisser (född 1889).
Nisser var farfar till konsthistorikern Wilhelm Nisser.